# Новаци (филм)
„Новаци“ (на английски: Beginners) е американски романтичен трагикомичен филм от 2010 г. на режисьора Майк Милс.

## Актьорски състав
| Актьор           | Роля           |
| ---------------- | -------------- |
| Юън Макгрегър    | Оливър Филдс   |
| Мелани Лоран     | Ана Уолъс      |
| Кристофър Плъмър | Хал Филдс      |
| Горан Вишнич     | Анди           |
| Мери Пейдж Келър | Джорджия Филдс |

## Награди и номинации
| Категория                              | Номиниран(и)                | Резултат                    |
| Оскар (26 февруари 2012 г.)            | Оскар (26 февруари 2012 г.) | Оскар (26 февруари 2012 г.) |
| -------------------------------------- | --------------------------- | --------------------------- |
| Най-добра поддържаща мъжка роля        | Кристофър Плъмър            | награда                     |
| Награда на БАФТА (12 февруари 2012 г.) |                             |                             |
| Най-добър актьор в поддържаща роля     | Кристофър Плъмър            | награда                     |
| Златен глобус (15 януари 2012 г.)      |                             |                             |
| Най-добър актьор в поддържаща роля     | Кристофър Плъмър            | награда                     |
| Сателит (18 декември 2011 г.)          |                             |                             |
| Най-добър актьор в поддържаща роля     | Кристофър Плъмър            | номинация                   |